# Uncino
Uncinos (del latín uncinus, "gancho") es como se denomina en botánica a los zarcillos endurecidos y ganchudos que usan algunas plantas trepadoras para agarrarse al soporte sobre el que se encaraman.
En zoología son también microestructuras ganchudas con diversas funciones. Son propias, por ejemplo de las estructuras radulares.